# Багдасар розлучається з дружиною
«Багдасар розлучається з дружиною» — радянський художній фільм 1976 року, знятий режисером Григорієм Мелік-Авакяном на кіностудії «Вірменфільм».

## Сюжет
За мотивами п'єси А. Пароняна «Багдасар-Ахпар». Кінець XIX століття, Константинополь. Дядечко Багдасар, дізнавшись, що йому зраджує красуня-дружина, вирішує розлучитися. Але не тут було…

## У ролях
- Фрунзик Мкртчян — Багдасар (озвучив Леонід Каневський)
- Лаура Вартанян — Ануш
- Олександр Хачатрян — Кіпар
- Рафаель Котанджян — Огсен (озвучив Герман Качин)
- Анаїт Топчян — Саломе
- Карен Джанібекян — суддя (озвучив Костянтин Карельських)
- Едгар Елбакян — суддя
- Степан Арутюнян — суддя (озвучив Юрій Саранцев)
- Леонард Саркісов — фотограф
- Жасміна Мсрян — помилковий свідок

## Знімальна група
- Режисер — Григорій Мелік-Авакян
- Сценарист — Агасій Айвазян
- Оператори — Марк Осеп'ян, Мартин Шахбазян
- Композитори — Юрій Арутюнян, Арно Бабаджанян, Мелік Мавісакалян
- Художники — Олександр Шакарян, Едуард Харазян, Грета Налчаджян